# 池田なみ子
池田 なみ子（いけだ なみこ、10月17日 - ）は、日本のDJ。大阪府豊中市出身。B型。アルマックスエージェンシー所属。

## 来歴
高校3年生に出場した朗読コンテストが音楽に寄り添った言葉の仕事だったことを機にラジオDJを目指す。兄や姉がいなかったが、兄のいる同級生が音楽的影響を授けてくれたという。バンドにも興味を持ち、当時大阪で人気だったバーボンハウス、バナナホール、アムホールなどでお気に入りバンドを探す週末であり、憧れていたのはシーナ&ザ・ロケッツであった。
高校時代は放送部に所属していたため、必須で出場エントリーしていた朗読コンテストがあり、バンドやロックに夢中だった自身にとっては心からやりたいことではなかったという。しかし、コンテストに全国優勝したことから周囲の空気は一変したという。高校卒業後は進学し、ホールアナウンスやアシスタントのバイトをしていた。
1990年に開かれた国際花と緑の博覧会のイベントFMがきっかけでDJデビューした。それ以降、関西を中心に活動しながらも、名古屋・横浜・東京にも進出。2010年よりFM COCOLOのDJとなり、拠点を再び関西に移した。
Kiss-FM KOBE時代は『池田奈美子』名義で活動していた。
2025年、アルマックスエージェンシー加入。

## 出演

### ラジオ

#### 現在の出演番組
- Wonder Garden（FM COCOLO、2021年4月 - ）
- 演劇宣言 The Show Begins!（FM COCOLO、2025年4月 - ）

#### 過去の出演番組
fm osaka
- ROCK at FIVE

α-station
- NEO SWING（1994年8月 - 1995年3月）

ZIP-FM
- ZIP MUSIC RAMBLE
- ZIP SATURDAY SCRAMBLE

Kiss-FM KOBE
- Kiss ON THE GROOVE
- Kiss J-POP Hyper Request

FMヨコハマ
- Daylight Splash
- Tips Town（2006年4月 - 2007年3月）

FM802
- SUNDAY MUSIC MARKET（2002年4月 - 2006年9月)
- SUNDAY SUNSET STUDIO（2006年10月 - 2010年3月）

FM COCOLO
- FRIDAY AMUSIC MORNING 765（2010年4月 - 2013年3月）
- SUNNYDAY AFTERNOON（2010年4月 - 2013年3月）
- 君と焚き火とAOR（2012年4月 - 2017年6月）
- FRIDAY/SATURDAY AMUSIC MORNING（2013年4月 - 2021年3月27日）
- Wonder Sound STATION（2016年4月 - 2017年3月）

### テレビ
- ZIP!（日本テレビ、内「ZIP!Mag」）